# Under the Boardwalk
Singles de The Drifters
One Way Love I've Got Sand in My Shoes
Under the Boardwalk est une chanson écrite et composée par Kenny Young (en) et Artie Resnick (en) et enregistrée pour la première fois par le groupe The Drifters en 1964.
Sortie en single en juin 1964, elle est incluse dans la réédition de l'album sorti plus tôt la même année sous le titre Our Biggest Hits et rebaptisé Under the Boardwalk après le succès de la chanson qui s'est classée 4e dans le Billboard Hot 100.

## Histoire de la chanson
La veille de l'enregistrement prévu le 21 mai 1964, le chanteur principal du groupe, Rudy Lewis (en), est retrouvé mort dans sa chambre d'hôtel, probablement d'une overdose de drogue,. Johnny Moore (en), qui avait déjà chanté avec The Drifters quelques années plus tôt, est rappelé pour remplacer Rudy Lewis au pied levé. Il restera dans le  groupe jusqu'en 1978. Under the Boardwalk devient l'un des plus grands succès des Drifters.

## Distinctions
Under the Boardwalk interprétée par The Drifters a reçu un Grammy Hall of Fame Award en 2014. Selon le magazine Rolling Stone, la chanson fait partie des 500 plus grandes chansons de tous les temps.

## Reprises
Under the Boardwalk a fait l'objet de nombreuses reprises, notamment de la part des Rolling Stones, du groupe Tom Tom Club, de Billy Joe Royal, John Mellencamp, Bruce Willis ou Bette Midler dont les versions ont rencontré le succès. Le morceau a aussi été adapté en espagnol, en allemand et en finnois. 

## Classements hebdomadaires
| Classement (1964)              | Meilleure place |
| ------------------------------ | --------------- |
| Australie (Kent Music Report)  | 62              |
| Canada (RPM Top 45)            | 5               |
| États-Unis (Billboard Hot 100) | 4               |
| Royaume-Uni (UK Singles Chart) | 45              |

| Classement (1965)                | Meilleure place |
| -------------------------------- | --------------- |
| Afrique du Sud (Springbok Radio) | 1               |
| Australie (Kent Music Report)    | 1               |

| Classement (1978)              | Meilleure place |
| ------------------------------ | --------------- |
| Canada (RPM 100 Singles)       | 74              |
| États-Unis (Billboard Hot 100) | 82              |

| Classement (1982-1983)                 | Meilleure place |
| -------------------------------------- | --------------- |
| Autriche (Ö3 Austria Top 40)           | 6               |
| Belgique (Flandre Ultratop 50 Singles) | 3               |
| Irlande (IRMA)                         | 17              |
| Nouvelle-Zélande (RMNZ)                | 3               |
| Pays-Bas (Single Top 100)              | 9               |
| Royaume-Uni (UK Singles Chart)         | 22              |

| Classement (1986)                         | Meilleure place |
| ----------------------------------------- | --------------- |
| Australie (Kent Music Report)             | 18              |
| États-Unis (Mainstream Rock Tracks chart) | 19              |

| Classement (1987-1988)                 | Meilleure place |
| -------------------------------------- | --------------- |
| Belgique (Flandre Ultratop 50 Singles) | 6               |
| États-Unis (Billboard Hot 100)         | 59              |
| Nouvelle-Zélande (RMNZ)                | 50              |
| Pays-Bas (Single Top 100)              | 14              |
| Royaume-Uni (UK Singles Chart)         | 2               |
| Suède (Sverigetopplistan)              | 20              |

| Extrait de la bande originale du film Au fil de la vie (Beaches). \| Classement (1989) \| Meilleure place \| \| -------------------- \| --------------- \| \| Australie (ARIA)[28] \| 26 \| |                 |
| Classement (1989) | Meilleure place |
| Australie (ARIA) | 26              |

## Certifications
The Drifters
| Pays              | Certification | Date       | Unités certifiées |
| ----------------- | ------------- | ---------- | ----------------- |
| Royaume-Uni (BPI) | Or            | 11/04/2025 | 400 000           |